# Bento Gonçalves da Silva
Bento Gonçalves da Silva (Triunfo, 23 de septiembre de 1788 - Pedras Brancas 18 de julio de 1847) fue un militar y político brasileño.
Hijo del alférez portugués Joaquín Gonçalves da Silva y de Perpetua da Costa Meirelles, hija de un rico hacendado riograndense, nació en la Fazenda da Piedade, perteneciente a la familia de su madre. Sus padres deseaban encaminarlo en la carrera eclesiástica, pero el joven demostró que su vocación era otra cuando se enroló en la primera campaña cisplatina (1811-1812). Durante la segunda campaña cisplatina (1816-1821), su prestigio como militar se confirmó.
Al producirse con las Provincias Unidas del Río de la Plata, la Guerra Argentino-brasileña conocida como Guerra del Brasil en el Río de la Plata o -en Brasil- Guerra da Cisplatina, Gonçalves da Silva fue nombrado comandante de caballería y participó en la batalla de Sarandí (12 de octubre de 1825) y en la batalla de Ituzaingó, también llamada por la historiografía brasileña batalla de Passo do Rosário (20 de febrero de 1827), cubriendo la retirada de las tropas brasileñas derrotadas por los rioplatenses.
En 1829, por los servicios prestados durante esta guerra (1825-1828), que terminó con la independencia de la República Oriental del Uruguay, el emperador Pedro I lo nombró coronel del estado mayor, confiándole el mando del 4.º Regimiento de Caballería de la frontera meridional.
En 1834, denunciado como rebelde y acusado de mantener negociaciones secretas con el caudillo uruguayo Juan Antonio Lavalleja para lograr la independencia de Río Grande del Sur, fue llamado a la Corte Imperial, en Río de Janeiro. Luego de su entrevista con el ministro de Guerra, fue absuelto y recibido triunfalmente a su regreso a Porto Alegre.
Los conservadores, en tanto, consiguieron la destitución de Bento Gonçalves da Silva como comandante militar de la Provincia de Río Grande del Sur. Esto fue el puntapié que dio comienzo a la Revolución Farroupilha, que se inició el 20 de septiembre de 1835 y que se extendería por diez años.
Bento Gonçalves da Silva fue apresado en la batalla de la isla de Fanfa (3 y 4 de octubre de 1836) y enviado a la Corte Imperial Brasileña, siendo encarcelado en Río de Janeiro en el Fuerte de Laje. Posteriormente fue transferido a Bahía donde quedó preso en el Forte do Mar.
Consiguió evadirse de modo espectacular de la prisión bahiana el 10 de septiembre de 1837. Mientras estuvo prisionero, fue proclamada la independencia de Río Grande del Sur por el general Antônio de Sousa Neto y Bento Gonçalves da Silva fue nombrado presidente de la República del Río Grande (6 de noviembre de 1836). Cuando llegó a Porto Alegre, aceptó el cargo y continuó la lucha.
La República Riograndense tuvo su fin con el tratado de Poncho Verde, el 28 de febrero de 1845. El barón de Caxias, general imperial victorioso que sería nombrado duque de Caxias, asumió la presidencia de la Provincia y estableció con los farrapos un acuerdo honroso que otorgaba la amnistía para obtener la pacificación. El emperador Pedro II, a su vez, en su primer viaje oficial por las provincias del Imperio, fue a Río Grande del Sur en diciembre de 1845. Allí, ante el joven monarca de veinte años de edad, se presentó Bento Gonçalves da Silva, con su uniforme de coronel y revestido de todas las medallas con que había sido condecorado por Pedro I por su actuación en las diversas campañas militares al servicio del Imperio del Brasil.
Finalmente retornó a su hacienda dedicándose a las actividades rurales sin interesarse más por la política. Murió dos años después, a causa de una pleuresía.

## Familia
Su abuelo Manuel Gonçalves Meirelles era portugués, natural de Mondim de Basto, en el arzobispado de Braga. Su abuela Antonia da Costa Barbosa era hija de Jerónimo de Ornellas Menezes e Vasconcellos, nacido en la isla de Madeira y vecino de Porto Alegre, y de Lucrecia Leme Barbosa, natural de São Paulo. De este matrimonio nació su madre Perpetua da Costa Meirelles que fue esposa del alférez Joaquín Gonçalves da Silva, portugués de Santa Marinha de Real, en el obispado de Lamego.
En 1812 se estableció como comerciante en Cerro Largo, en la Banda Oriental del Río Uruguay (actual República Oriental del Uruguay), donde se casó en 1814 con Cayetana Juana Francisca García, hija de Narciso García, nacido en España, y de María Gonzales, natural de Povo Novo, en Río Grande del Sur.
Tuvo tres hermanas que se destacaron durante la guerra entre la República de Río Grande del Sur y el Imperio del Brasil (1835-1845): Ana Joaquina, Antonia y María. Ellas, junto a su esposa Cayetana, a su hija Perpetua y a sus sobrinas Manuela, Rosario y Mariana, son las protagonistas de la novela La casa de las siete mujeres de la brasileña Leticia Wierchowski.
Su hijo mayor Joaquín fue su apoyo más importante durante esta cruenta guerra, mientras que sus dos hijos menores Bento y Cayetano hicieron sus primeras armas en este largo conflicto.